# Gottfried Jungermann
Pour les articles homonymes, voir Jungermann.
 (janvier 2017).
Gottfried Jungermann est un philologue allemand, né à Leipzig, dans la seconde moitié du XVIe siècle et mort en 1610. C'est un homme d'un grand savoir, qui est correcteur à Francfort et à Hanau. 
Outre quelques ouvrages originaux, on lui doit notamment une édition d'Hérodote, avec la traduction latine de Valla (1608, in-fol.), une version grecque des Commentaires de César, attribuée à Planude, des observations sur l’Onomasticon de Julius Pollux.